# Antocha (Orimargula) brevisector
Antocha (Orimargula) brevisector is een tweevleugelige uit de familie steltmuggen (Limoniidae). De soort komt voor in het Oriëntaals gebied.